# Яворяни
Яворяни или Яворени (на гръцки: Πλατάνη, Платани, до 1926 година Γιαβόργιαννη, Яворяни) е село в Република Гърция, в дем Воден (Едеса), област Централна Македония.

## География
Селото се намира на 7 km южно от Воден (Едеса), на 160 m в североизточното подножие на планината Каракамен (Вермио).

## История

### В Османската империя
Селото е сравнително ново - смята се, че е основано от преселници от мъгленското село Пожарско.
В края на XIX век Яворени е чисто българско село във Воденска каза на Османската империя. В „Етнография на вилаетите Адрианопол, Монастир и Салоника“, издадена в Константинопол в 1878 година и отразяваща статистиката на населението от 1873 година, Яворене (Yavoréné) е посочено като село с 10 къщи и 64 жители българи. Според статистиката на Васил Кънчов („Македония. Етнография и статистика“) в 1900 година в Яворени живеят 66 жители българи. Селото е под върховенството на Цариградската патриаршия. По данни на секретаря на Българската екзархия Димитър Мишев („La Macédoine et sa Population Chrétienne“) в 1905 година в Яворани (Yavorani) има 72 българи патриаршисти гъркомани.

### В Гърция
През Балканската война в селото влизат гръцки войски и след Междусъюзическата Яворяни остава в Гърция.
Боривое Милоевич пише в 1921 година („Южна Македония“), че Яворени (Јаворени) има 45 къщи славяни християни.
В 1926 година селото е прекръстено на Платани.
През Втората световна война Яворени пострадва силно. В селото е формирана чета на българската паравоенна организация Охрана и е установена българска общинска власт. Към май 1944 година броят на въоръжените местни българи възлиза на 100 души. На 25 май същата година, след четиричасов бой, те успяват да отблъснат нападение на партизаните на ЕЛАС. Повторно еласистко нападение над селото е извършено на 27 май.
Селото пострадва и по време на Гражданската война.
Селото е богато. Населението произвежда много овошки - праскови, ябълки и череши, както и частично и жито. Развито е и краварството.
| Име     | Име      | Ново име | Ново име | Описание                                         |
| ------- | -------- | -------- | -------- | ------------------------------------------------ |
| Караули | Καραούλι | Скопия   | Σκοπιά   | възвишение в Каракамен на Ю от Яворяни (369,5 m) |

| Година    | 1913 | 1920 | 1928 | 1940 | 1951 | 1961 | 1971 | 1981 | 1991 | 2001 | 2011 | 2021 |
| --------- | ---- | ---- | ---- | ---- | ---- | ---- | ---- | ---- | ---- | ---- | ---- | ---- |
| Население | 55   | 128  | 322  | 379  | 387  | 499  | 453  | 478  | 466  | 465  | 401  | 361  |

## Личности
Родени в Яворяни
- Ристо Дончев (1921-1948), гръцки партизанин и деец на НОФ, СНОФ и НОВМ

Починали в Яворяни
- Панайот Божинов (1918-1946), гръцки партизанин и деец на НОФ